# Anhelina Kalinina
Anhelina Serhiyivna Kalinina (em ucraniano: Ангеліна Сергіївна Калініна [kɐˈlʲinʲɪnə]; nascida em 7 de fevereiro de 1997) é uma tenista profissional ucraniana. Kalinina ganhou um título de simples no WTA Challenger Tour, bem como dezesseis títulos de simples e três títulos de duplas no Circuito Feminino da ITF. Em 30 de janeiro de 2023, ela alcançou a posição mais alta de sua carreira, ocupando o 31º lugar no ranking mundial. Também em 30 de janeiro de 2023, ela alcançou a posição 175 no ranking de duplas da WTA. Em junho de 2022, ela se tornou a tenista ucraniana nº 1.

## Carreira júnior
Em 2014, Kalinina em parceria com Elizaveta Kulichkova venceu o torneio de duplas femininas no Australian Open, derrotando Katie Boulter e Ivana Jorović [en] na final. No final daquele ano, ela chegou à final do US Open Júnior, perdendo para Marie Bouzková em dois sets.

## Carreira profissional

### 2018: estreia no Grand Slam
No US Open, Kalinina estreou na chave principal de simples em um torneio de Grand Slam, após vencer três partidas na qualificatória, onde ela derrotou Elena-Gabriela Ruse na primeira rodada, Tereza Martincová na segunda e Jaimee Fourlis [en] na terceira. Em seguida, venceu sua primeira partida na chave principal contra Kathinka von Deichmann [en] em três sets, mas depois perdeu na segunda rodada para Sloane Stephens também em três sets.

### 2021: segunda rodada do Aberto da França, primeira final do WTA e estreia no top 100
No Aberto da França, ela chegou à segunda rodada vindo da qualificatória, derrotando a 26ª "cabeça de chave" e três vezes campeã de Grand Slams, Angelique Kerber em sets diretos.
Embora Kalinina tenha caído na última rodada da qualificatória para Wimbledon, ela ganhou os torneios de US$ 60k em Montpellier e de US$ 100k em Contrexéville nas duas semanas seguintes, elevando seus títulos da ITF de 2021 para quatro. Com um recorde para a temporada de 2021 de 32–7, ela subiu 30 posições no ranking mundial nº 125 para o nº 95.

### 2022: Quartas de final do Maiden WTA 1000, top 35 e número 1 da Ucrânia
Ela fez sua estreia no top 50 no número 49 do mundo, em 17 de janeiro de 2022.
Depois de chegar às oitavas de final no Miami Open antes de desistir por contusão na partida contra a 16ª cabeça de chave Jessica Pegula, Kalinina alcançou um novo recorde na classificação mundial, a 42ª posição e, mais tarde, em junho, alcançou a 34ª posição. 1ª tenista ucraniana à frente de Elina Svitolina.
No Eastbourne International, ela derrotou a número 5 do mundo e terceira cabeça de chave, Maria Sakkari, na segunda rodada em três sets. Derrotou Yulia Putintseva nas oitavas de final também em três sets e perdeu para Jeļena Ostapenko nas quartas de final em sets diretos.

### 2023: terceira rodada do Aberto da Austrália, top 30
Kalinina começou a temporada no Adelaide International 1. Passando pela qualificatória, ela perdeu na primeira rodada para Victoria Azarenka. Como quinta cabeça de chave no Hobart International, ela chegou às quartas de final, onde foi derrotada pela campeã de 2019, Sofia Kenin. No Australian Open, ela derrotou a 15ª cabeça de chave, bicampeã do Grand Slam e finalista de 2019, Petra Kvitová, na segunda rodada. Ela perdeu na terceira rodada para a 20ª cabeça de chave, campeã do Aberto da França de 2021 e quarta finalista do ano anterior, Barbora Krejcíková.
Como quarta cabeça de chave no Upper Austria Ladies Linz, Kalinina perdeu na segunda rodada para a vinda da qualificatória Anna-Lena Friedsam. Em Doha, ela caiu na primeira rodada da qualificatória para Lauren Davis.
Em Dubai, ela derrotou a décima cabeça-de-chave e jogadora do top 20, a russa Veronika Kudermetova na primeira rodada para sua segunda vitória entre as 20 primeiras da temporada, após sua vitória na segunda rodada no Australian Open contra a 15ª cabeça de chave Petra Kvitová, e sexta em total. Chegou às oitavas de final, com uma vitória sobre a vinda da qualificatória e compatriota Dayana Yastremska, ela alcançou o top 30 no 29º lugar do mundo em 27 de fevereiro de 2023.
Com o 47º posto no ranking no Aberto da Itália, ela havia chegado às semifinais de um WTA 1000 pela primeira vez em sua carreira, depois de derrotar a ex-número 4 mundial, Sofia Kenin, a 19ª cabeça de chave Madison Keys e a 12ª cabeça de chave Beatriz Haddad Maia na mais longa partida da temporada com duração de 3 horas e 41 minutos. Ela alcançou sua primeira final do WTA 1000 e apenas a segunda de sua carreira, em outra longa partida de quase três horas, derrubando novamente Veronika Kudermetova. Ela se tornou a mulher com classificação mais baixa a chegar à final em Roma desde Raffaella Reggi em 1985 e a segunda ucraniana a chegar a esta fase em um WTA 1000 desde a ex-número 3 do mundo, Elina Svitolina. Como resultado, ela alcançou o top 25 no ranking. Depois desse sucesso, a temporada de saibro de Kalinina terminou na primeira rodada de Roland Garros onde perdeu para Diane Parry em sets diretos.
A temporada em quadras de grama foi discreta. Kalinina não passou da segunda rodada em Nottingham e em Birmingham. Ficou na primeira rodada em Eastbourne. E em Wimbledon, ela tornou a ficar na segunda rodada, perdendo um jogo de três sets para Bianca Andreescu.

### 2024
Kalinina teve um início de temporada discreto. Participou do Brisbane International como "cabeça de chave" N° 12, perdendo para Clara Burel na estreia em sets diretos. Logo depois, participou do Adelaide International, perdendo para Marta Kostyuk na estreia em sets diretos. Depois disso, partiu para o Australian Open, no qual como "cabeça de chave" N° 24, perdeu na primeira rodada para Arantxa Rus em contundentes sets diretos. No giro do Oriente Médio, ela ficou na segunda rodada, tanto em Abu Dhabi quanto em Doha e em Dubai, ficou na primeira. No giro americano, participou do ATX Open, no qual chegou à semifinal que perdeu para Wang Xiyu em sets diretos. Em Indian Wells, perdeu seu jogo de estreia, em Miami chegou até às oitavas de final onde perdeu para Yulia Putintseva em sets diretos, e em Charleston também chegou até às oitavas, onde perdeu para Daria Kasatkina em sets diretos.
Kalinina deu início à temporada em quadras de saibro no Open de Rouen, no qual, como cabeça de chave N° 3, chegou até às semifinais, perdendo para Magda Linette em jogo de três sets. Em seguida, no Aberto de Madri, perdeu na primeira rodada para Caroline Dolehide em jogo de três sets. Já no Aberto de Roma, como cabeça de chave N° 30, passou pela compatriota, Lesia Tsurenko em seu jogo de estreia, por desistência da adversária logo no início do primeiro set, mas na sequência perdeu para a cabeça de chave N° 5. Maria Sakkari, em sets diretos. Já no Aberto da França, perdeu na primeira rodada para Camila Osorio, em jogo que foi forçada a abandonar devido a uma contusão quando perdia o terceiro set.
Kalinina começou a temporada em quadras de grama pelo Birmingham Classic, no qual venceu Katie Boulter na primeira rodada, quando a adversária foi obrigada a abandonar por contusão, mas perdeu para Yulia Putintseva na segunda, em sets diretos. Logo em seguida, tentou o Eastbourne International, no qual passou pela qualificatória, venceu Sorana Cirstea na primeira rodada da chave principal, mas perdeu para a cabeça de chave N° 4, Madison Keys na segunda, em sets diretos. Em seguida, participou do Torneio de Wimbledon, no qual, perdeu para Elina Avanesyan, na primeira rodada, em sets diretos. 